# Barbara Jadwiga Kamińska
Barbara Jadwiga Kamińska – polska pedagog, doktor habilitowany nauk humanistycznych.

## Życiorys
W 1972 r. ukończyła studia sekcji b wychowania muzycznego w Państwowej Wyższej Szkole Muzycznej w Warszawie, w 1985 r. obroniła pracę doktorską pt. Orientacja młodzieży liceów ogólnokształcących w dziejach i dorobku kultury muzycznej, której promotorem była prof. Maria Manturzewska, w 1998 r. habilitowała się na podstawie pracy zatytułowanej Kompetencje wokalne dzieci i młodzieży - ich poziom, rozwój i uwarunkowania.
Została pracownikiem naukowym na Uniwersytecie Muzycznym Fryderyka Chopina.